# Milton (Delaware)
Milton è una città degli Stati Uniti, situata nella Contea di Sussex, nello Stato del Delaware. Secondo il censimento del 2000 la popolazione era di 1 657 abitanti. Rientra all'interno dell'area micropolitana di Seaford.

## Storia
Situata lungo le sponde del Broadkill River, Milton nacque ufficialmente nel 1672 da parte dei colonizzatori inglesi. La città venne identificata con vari nomi fino al 1807, quando il nome della città venne dedicato al poeta inglese John Milton. La Delaware General Assembly approvò lo status di The Town of Milton nel 1945.
Nella città il più importante patrimonio storico è quello dei cantieri navali, oltre ad alcune costruzioni in puro stile Vittoriano e Coloniale fra le più belle del Delaware. Molte di queste case sono state ristrutturate, in particolare quelle lungo Union e Federal Street.
Milton presenta 198 strutture registrate presso il Federal Register Historic District, e la sua storia è raccolta presso il Lydia B. Cannon Museum, come altri edifici quali la Governor James Carey home, la Chestnut Street Cemetery, e la Governor David Hazzard Mansion.
Oggi Milton funge da centro turistico per le aree di Milton, Broadkill Beach e Primehook Beach, con aree organizzate per le famiglie, centri commerciali e nuovi uffici.
Milton vanta numerose organizzazioni all'interno della comunità, un centro civico, un parco per i Caduti, un centro dei pompieri formato da volontari, una biblioteca, e varie chiese.

## Geografia fisica

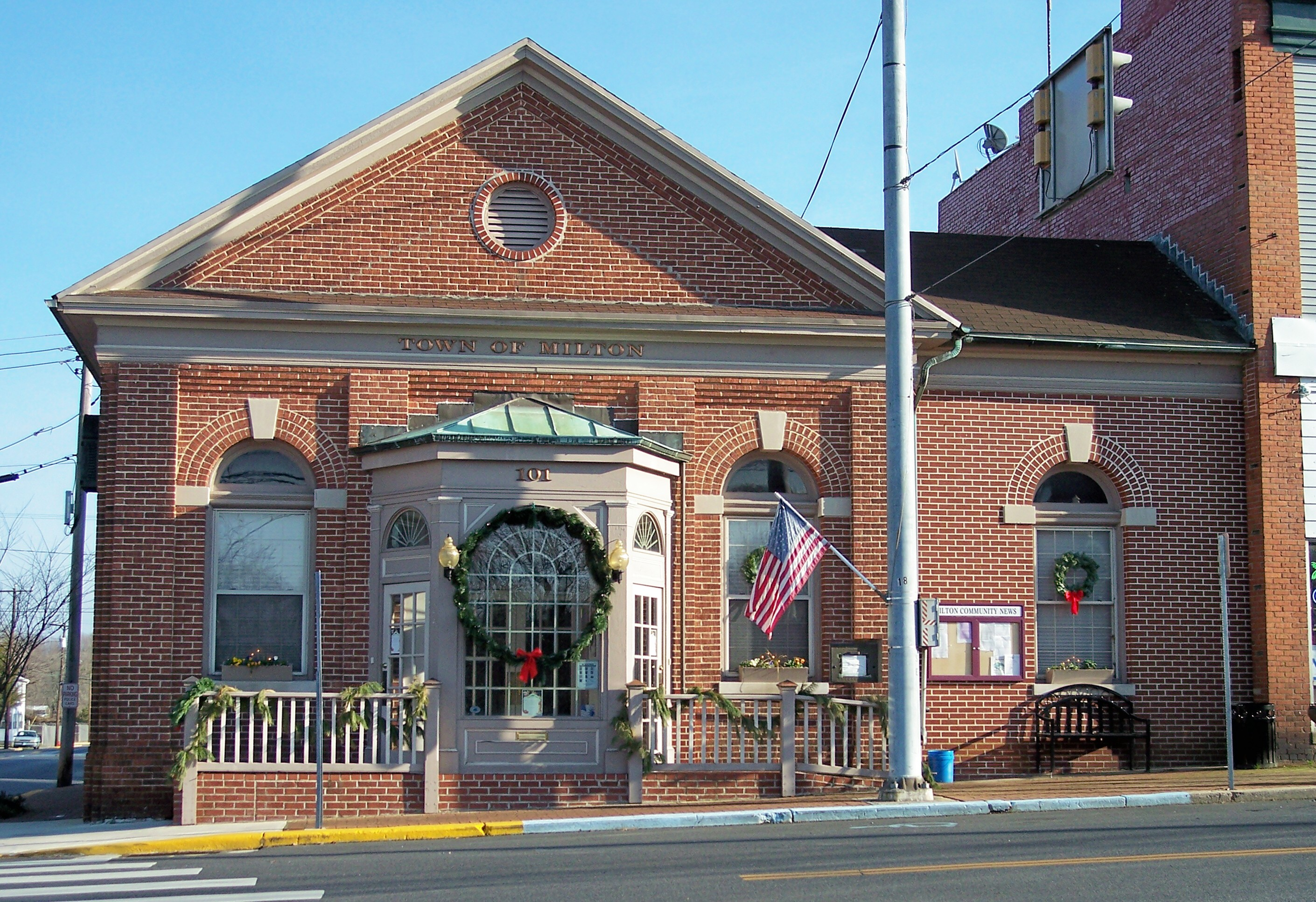
Il municipio di Milton.

Milton è situata lungo le sponde del Broadkill River.
Secondo i rilevamenti dello United States Census Bureau, la città di Milton si estende su un territorio totale di 3,0 km², dei quali 2,7 km² sono occupati da terre, mentre 0,3 km² sono occupati da acque, corrispondenti all'8,62% dell'intero territorio.

## Popolazione
Secondo il censimento del 2000, a Milton vivevano 1 657 persone, ed erano presenti 438 gruppi familiari. La densità di popolazione era di 603,6 ab./km². Nel territorio comunale si trovavano 804 unità edificate. Per quanto riguarda la composizione etnica degli abitanti, il 67,11% era bianco, il 24,32% era afroamericano, lo 0,24% era nativo, e lo 0,48% era asiatico. Il restante 7,85% della popolazione appartiene ad altre razze o a più di una. La popolazione di ogni razza proveniente dall'America Latina corrisponde all'8,93% degli abitanti.
Per quanto riguarda la suddivisione della popolazione in fasce d'età, il 24,6% era al di sotto dei 18, il 10,2% fra i 18 e i 24, il 26,4% fra i 25 e i 44, il 22,0% fra i 45 e i 64, mentre infine il 16,8% era al di sopra dei 65 anni di età. L'età media della popolazione era di 37 anni. Per ogni 100 donne residenti vivevano 78,7 maschi.